# Casi leyendas
Casi leyendas (bra: Quase Lendas) é um filme de comédia hispano-argentino de 2017 escrito e dirigido por Gabriel Nesci. O filme é estrelado por Diego Peretti, Diego Torres e Santiago Segura. Estreou em 16 de março de 2017 na Argentina e em 5 de maio na Espanha. Além disso, está prevista sua chegada em mais de 45 países.

## Sinopse
Axel Tolosa (Santiago Segura), um espanhol com síndrome de Asperger, decide procurar seus ex-colegas em Buenos Aires. Há 25 anos eles formaram um grupo musical chamado Auto-Reverse, que estava prestes a ficar famoso mas, por motivos misteriosos, nunca conseguiu. Agora Axel vai ter que se encontrar novamente com Javier Eduardo Mariani (Diego Peretti), um professor que não consegue comunicar-se com seu filho adolescente, e Lucas Ferraro (Diego Torres), um advogado presunçoso e mulherengo que perde o emprego de um dia para o outro. próximo. Um duplo desafio os espera: ser a banda com que sempre sonharam e, aliás, tentar resolver suas vidas desastrosas.

## Elenco
- Diego Peretti como Javier Eduardo Mariani.
  - Cristian Arias como Javier jovem.
- Diego Torres como Lucas Ferraro.
  - Diego Schmukler como Lucas jovem.
- Santiago Segura como Axel Tolosa.
  - Federico Giacomantone como Axel jovem.
- Florencia Bertotti como Sol.
  - Máxima Tellado como Sol jovem.
- Claudia Fontán como Abril.
  - Valentina Frione como Abril jovem.
- Julieta Cardinali como Ana.
- Carlos Portaluppi como Eduardo.
- Paula Sartor como Paula.
- Benjamín Alfonso como Dani.
- Arturo Bonín como Sogro de Javier.
- Elvira Villarino como Sogra de Javier.
- Rafael Spregelburd como Policial.
- Hugo Silva como Membro de Segurança.
- Mirta Bogdasarián como Mediadora.
- Agustina Lecouna como Advogada Ríos.
- Fernán Mirás como Fiscal.
- CAE como ele mesmo.
- Leandro Juárez como Tomás Mariani.
- Uma Salduende como Ailín.
- Valentina Frione como Juli.
- Eugenia Alonso como Reitora Mariana.
- Iñaki Moreno como Enfermeiro.
- Ignacio Toselli como Produtor
- Bebe Sanzo como Apresentador de Rádio.

## Recepção

### Crítica
Segundo o site Todas Las Críticas, o filme tem 100% de aprovação com nota média de 74/100 com base em 5 críticos. Matías González, do portal Escribiendo Cine, escreve sobre isso: “É um filme que demonstra o grande trabalho de seu diretor (…) que reúne todos os elementos para se destacar na comédia nacional”. Ele também elogia o elenco do filme que classifica como “performances magníficas”. No portal Four Bastards, a classificação é 8/10. Os críticos enfatizam as atuações dos protagonistas dizendo: “o trio principal formado por Peretti, Torres e Segura é incrível e uma grande química é perceptível desde o início”, mas também acrescenta que o personagem de Santiago Segura é o que mais se destaca no mais. do resto “o ator ibérico é tão apaixonado pelas nossas terras como nós por ele e caímos aos seus pés e à sua atuação (…)”.
Do site A Sala Llena, a classificação também é 8/10 e descreve o filme como uma “história calorosa” elogiando a direção de Nesci. Ele também menciona o “grande elenco que entrega muito boas atuações”, “uma ótima trilha sonora” com músicas escritas pelo próprio diretor e um “roteiro agradável e sensível com muita sátira que gera sorrisos ternos, conhecedores e afáveis por meio de diálogos engraçados”.

### Comercial
O filme estreou na Argentina com uma estimativa de 200 cópias aproximadamente.